# San Genaro de Boconoito
San Genaro de Boconoito é um município da Venezuela localizado no estado de Portuguesa.
A capital do município é a cidade de Boconoito.